# Ньютонская средняя школа
Ньютонская средняя школа (англ. Newton High School) — четырёхлетняя общеобразовательная государственная средняя школа, в которой учатся ученики из Ньютона (округ Сассекс, штат Нью-Джерси, США) с девятого по двенадцатый класс. Учащиеся из боро Андовер, а также тауншипов Андовер и Грин посещают эту школу в рамках межшкольного обмена. Ньютонская школа работает в составе Ньютонского государственного школьного округа.
По состоянию на 2019—20 учебный год в школе обучалось 719 учащихся и работало 63,0 классных руководителя (в пересчёте на полную ставку), что составляет соотношение учеников и учителей 11,4:1. 125 учащихся (17,4 % учащихся) имеют право на бесплатный обед и 30 учащихся (4,2 % учащихся) имеют право на обед по сниженным ценам.

## История
В 1916 году жители Ньютона одобрили референдум о строительстве средней школы. В том же году было принято выигранное предложение, но задержки, связанные с поиском рабочих и завышенными расходами во время Первой мировой войны, затянули строительство. Сейчас это первоначальное здание принадлежит средней школе Халстед, а новое здание было построено на Райерсон-авеню в 1950-х годах. Средняя школа Ньютона обслуживала весь регион, а 13 районов платили за обучение, отправляя учеников в рамках межшкольного обмена.
Открытие региональной средней школы Хай-Пойнт в сентябре 1966 года положило конец посещению школы учениками из боро Бранчвилл и тауншипов Франкфорд и Лафайет.
В августе 1974 года школьный округ Ньютон был уведомлен о том, что ученики из тауншипов Фредон, Хэмптон, Сэндистон, Стилуотер и Уолпак покинут среднюю школу Ньютона после открытия региональной средней школы Киттатинни в 1975 году. В результате число учащихся в округе Ньютон сократилось на 400 человек.

## Рейтинги
Школа заняла 168-е место по версии журнала New Jersey Monthly в сентябрьском рейтинге за 2006 год, в котором было опрошено 316 школ по всему штату.
В 2008 году журнал поставил школу на 160-е место из 316 школ. В 2012 году школа заняла 130-е место в штате из 328 школ, после того как в 2010 году заняла 167-е место из 322 школ.
Школа заняла 168-е место среди 339 государственных средних школ штата Нью-Джерси по версии журнала New Jersey Monthly в рейтинге за сентябрь 2014 года в статье «Лучшие государственные средние школы штата». Использовалась новая методология ранжирования.

## Академические достижения
В 2013—14 учебном году Ньютонская средняя школа заняла второе место в округе Сассекс среди девяти других государственных средних школ по количеству баллов SAT.
По данным газеты New Jersey Herald, уровень окончания средней школы Ньютона составляет 84,8 %. Этот показатель превышает национальный показатель окончания средней школы, составляющий около 70 %.

## Внеклассные мероприятия
Ньютонская средняя школа предлагает разнообразные внеклассные мероприятия, клубы и кружки. Среди них ежегодник Aurora, журнал Calliope, студенческий совет, лидерство среди сверстников, клуб Красного Креста, кружки «Лучшие друзья», «Будущие фермеры Америки», «Interact», художественный клуб, мультикультурный клуб и клубы испанского/немецкого/французского языков. Общества почёта включают: Национальное общество почёта, Французское национальное общество почёта, Немецкое национальное общество почёта и Испанское национальное общество почёта. Академические лиги включают различные научные лиги (в которые входят весьма успешные команды по физике, биологии, землеведению и химии), математическую лигу (постоянный лидер в округе) и академический кубок.
Программа джазового оркестра средней школы Ньютона была очень успешной в течение последних лет. Джаз-оркестр считается факультативом, но средняя школа также предлагает курсы концертного оркестра (для исполнителей более низкого уровня) и духового ансамбля (для более продвинутых инструменталистов), которые можно включить в школьное расписание.
Команда Ньютонской средней школы по робототехнике получила награду Rookie All-Star Award на региональных соревнованиях FIRST Robotics Competition в Нью-Йорке в 2010 году.

## Спорт
Школьная команда Braves соревнуется в атлетической конференции cеверо-западного Джерси, в которую входят государственные и частные средние школы из округов Моррис, Сассекс и Уоррен, и которая была создана после реорганизации спортивных лиг в Северном Нью-Джерси межшкольной атлетической ассоциацией Нью-Джерси (NJSIAA). До реорганизации 2010 года школа участвовала в Межшкольной лиге округа Сассекс (SCIL), пока SCIL не была расформирована в 2009 году. С 514 учениками 10-12 классов школа была классифицирована NJSIAA на 2019-20 учебный год в группу II для большинства спортивных соревнований, в которую входят школы с числом учащихся от 486 до 758 в этом классе. Команда по американскому футболу выступает в американском белом дивизионе Суперфутбольной конференции Северного Джерси, в которую входят 112 школ, соревнующихся в 20 дивизионах, что делает её крупнейшей в стране спортивной лигой старших классов, в которой играют только в американский футбол. Школа была отнесена NJSIAA к Северной группе II для футбола на 2018-2020 годы.
Школа участвует в качестве принимающей школы / ведущего агентства для совместной кооперативной хоккейной команды с региональной средней школой Lenape Valley, а Lenape является принимающей школой для совместных команд по плаванию мальчиков и девочек. Эти совместные программы работают по соглашениям, срок действия которых истекает в конце 2023-24 учебного года.

### Хоккей на траве
В 1976, 1979, 2014 и 2016—2018 годах команда по хоккею на траве выигрывала отборочный чемпионат штата Северной I группы I, а в 1981—1986 годах завоевала титул Северной I группы II.

### Борьба
В 2009 и 2010 годах команда выиграла отборочные чемпионаты штата в Северной группе I, оба года побеждая региональную среднюю школу Киттатинни. 2009 год стал первым отборочным чемпионатом, выигранным у Киттатинни со счетом 40-26. Команда выиграла свой второй подряд титул, победив Киттатинни со счетом 36-28, и дошла до чемпионата штата в группе I, проиграв средней школе Полсборо.

### Бейсбол для мальчиков
В 1985 году бейсбольная команда мальчиков выиграла чемпионат штата группы II, победив в финале турнира Шорскую региональную среднюю школу со счетом 4:3 благодаря пробежке, осуществлённой в конце девятого тура.

### Баскетбол для девочек
В 2001 году команда девушек по баскетболу завоевала титул чемпиона Северной I группы II, победив среднюю школу Харрисон со счётом 67-65. В 2002 году команда повторила титул, победив в финале турнира среднюю школу Индиан-Хиллс со счётом 62-56. В 2003 году команда выиграла третий год подряд, победив среднюю школу Дюмонт со счётом 67-46.

### Футбол для мальчиков
В 1999 году команда мальчиков по футболу выиграла отборочный чемпионат штата Север I группа II со счетом 2:0 у средней школы Хопатконг.
В 2005 году команда выиграла отборочный чемпионат штата Север I группа II со счетом 2:0 у средней школы Глен-Рок.
В 2011 году команда выиграла отборочный турнир штата Север I группа II, победив со счетом 1:0 среднюю школу Маунтин-Лейкс.
В 2012 году команда выиграла чемпионат штата в группе II, победив в финале турнира среднюю школу Холмдел из одноименного тауншипа.

### Американский футбол
Школьная команда закончила сезон с непобедимым рекордом 12-0 и выиграла свой первый отборочный чемпионат в 2017 году, победив Лейклендскую региональную среднюю школу со счетом 28-14 в финальной игре турнира Север I группа II, проходившего в Университете Кейн.

### Хоккей на льду
Команда 2013 года, играя совместно с Lenape Valley Regional, выиграла Кубок МакМаллена со счётом 4:1 у средней школы Бернардс в чемпионской игре, которая проходила на арене Ричарда Коди. Команда 2017 года выиграла у средней школы тауншипа Вернон со счетом 2:1 на Меннен-Арена. Эта же хоккейная команда выиграла Кубок МакМаллена в 2013 году и Кубок Хааса в 2017 году.

## Администрация
Основными членами администрации школы являются:
- Джефф Уолдрон, директор;
- Саманта Кастро, помощник директора;
- Райан Хашвей, помощник директора / спортивный директор.

## Знаменитые выпускники
- Джон Мазер (родился в 1946 году), лауреат Нобелевской премии по физике 2006 года[39].